# JAMA Internal Medicine
Il JAMA Internal Medicine è una rivista mensile di medicina interna sottoposta a revisione paritaria e pubblicata dall'American Medical Association. Fu fondata nel 1908 col nome di Archives of Internal Medicine e ottenne la denominazione attuale nel 2013. Copre tutti gli aspetti della medicina interna, comprese le malattie cardiovascolari, la geriatria, le malattie infettive, la gastroenterologia, l'endocrinologia, le allergie e l'immunologia.
Il 1º luglio 2023, Sharon K. Inouye della Harvard Medical School e del Beth Israel Deaconess Hospital è diventata caporedattrice della rivista , succedendo a Rita F. Redberg dell'Università della California, San Francisco.
Secondo il Journal Citation Reports, il fattore di impatto della rivista nel 2022 è stato pari a 39,0, collocandola al 7º posto su 168 riviste nella categoria "Medicina generale e interna".

## Storia del titolo
| Titolo                                              | Anno      | ISSN      |
| --------------------------------------------------- | --------- | --------- |
| JAMA Internal Medicine                              | 2013–oggi | 2168-6114 |
| Archives of Internal Medicine                       | 1960–2012 | 0003-9926 |
| A.M.A. Archives of Internal Medicine                | 1950–1960 | 0888-2479 |
| Archives of Internal Medicine (Chicago, Ill.: 1908) | 1908–1950 | 0730-188X |

## Indicizzazione
Gli abstract e gli articoli sono indicizzati da Index Medicus/MEDLINE/PubMed.
Gli abstract sono liberamente consultabili, mentre l'articolo completo può essere visualizzato dagli utenti registrati e da quelli in abbonamento.